# Lijst van vulkanen in Madagaskar
Hieronder is een lijst van vulkanen in Madagaskar. Madagaskar telt in totaal 6 vulkanen.
| Foto | Naam           | Hoogte (m) | Regio          | Laatst actief |
| ---- | -------------- | ---------- | -------------- | ------------- |
|      | Ambre-Bobaomby | 1.475      | Diana          | onbekend      |
|      | Ankaizina      | 2.878      | Sofia          | uitgedoofd    |
|      | Ankaratra      | 2.644      | Vakinankaratra | onbekend      |
|      | Antaninaomby   | 622        | Diana          | onbekend      |
|      | Itasy          | 1.800      | Itasy          | 6050 v. Chr.  |
|      | Mont Lokobe    | 455        | Diana          | uitgedoofd    |
|      | Mont Passot    | 329        | Diana          | uitgedoofd    |